# Georgij Jarcev
Georgij Aleksandrovič Jarcev (in russo Георгий Александрович Ярцев?; Nikol'skoe, 11 aprile 1948 – Mosca, 15 luglio 2022) è stato un allenatore di calcio e calciatore sovietico dal 1991 russo, di ruolo attaccante.

## Palmarès

### Calciatore

#### Club
- Vysšaja Liga: 2

CSKA Mosca: 1970
Spartak Mosca: 1979

#### Individuale
- Capocannoniere della Vysšaja Liga: 1

1978 (19 gol)

### Allenatore
- Campionato russo: 1

Spartak Mosca: 1996